# NGC 631
NGC 631 je galaksija u zviježđu Ribe.

## Vanjske poveznice
- SEDS: NGC 0631